# Tortora

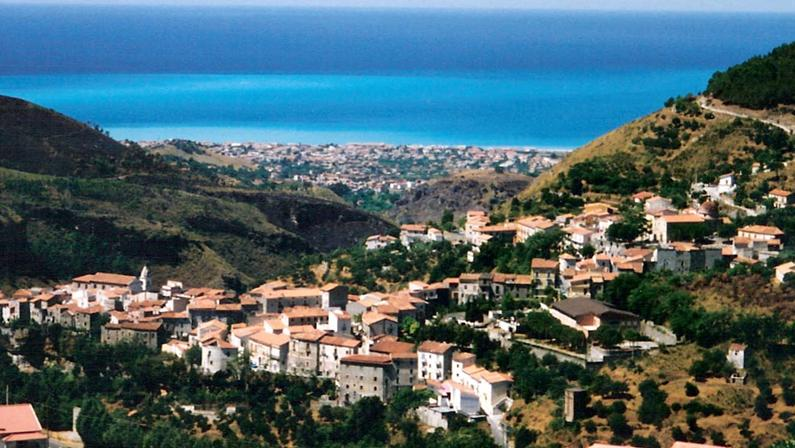
Tortora, Ortszentrum

Tortora ist eine italienische Gemeinde in der Provinz Cosenza in Kalabrien mit 5948 Einwohnern (Stand 31. Dezember 2023).

## Lage und Daten
Tortora liegt etwa 150 km nördlich von Cosenza an der Küste des Tyrrhenischen Meeres. Die Nachbargemeinden sind Aieta, Laino Borgo, Lauria (PZ), Maratea (PZ), Praia a Mare und Trecchina (PZ).

## Sehenswürdigkeiten
Im Ort steht die Kirche des Purgatorio mit einem normannischen Portal mit Reliefarbeiten. Die Kirche von S. Francesco d’Assisi stammt aus dem 16. und 17. Jahrhundert. Weiter gibt es sehenswerte Palazzi wie den Palazzo Lomonaco mit Hof und Türmen.

## Besonderheiten
Von Tortora bis Belvedere Marittimo erstreckt sich ein fast 40 Kilometer langer Küstenstreifen, an dem die Diamante-Zitronatzitrone (Citrus medica var. vulgaris  bzw. Citrus medica cv. diamante; italienisch cedro di diamante, hebräisch אתרוג קלבריה oder גינובה) wächst, die ihren Namen nach dem kalabrischen Städtchen Diamante trägt. Es ist die einzige Weltregion, in der diese Varietät der Zitronatzitrone wächst. Zitronatzitronen spielen als sogenannte Etrogs innerhalb des Judentums eine rituelle Rolle beim Laubhüttenfest. Der Etrog gehört zu dem im 3. Buch Mose 23, 40 vorgeschriebenen Feststrauß, der aus Palmzweig (Lulav), Myrtenzweig (Hadassim), Bachweide (Arawot) und Paradiesapfel (Etrog) gebildet wird.
Die unterschiedlichen Gruppierungen innerhalb des Judentums nutzen verschiedene Varietäten der Zitronatzitrone als Etrog, die Gartenhistorikerin Attlee spricht von mindestens 12 deutlich unterscheidbaren Varietäten. Die Festlegung erfolgt durch den jeweiligen Posek. Die Lubawitscher Juden, eine chassidische Gruppierung innerhalb des Orthodoxen Judentums, verwenden auf Weisung ihres Rebbe Menachem Mendel Schneerson als Etrog ausschließlich die Diamante-Zitronatzitrone und sind damit auf die Zitronatzitronen angewiesen, die in der Region zwischen Tortors und Belvedere Marittimo wachsen. Die Bäume werden zwei Mal im Jahr abgeerntet. Die Erntezeit, die in etwa im Monat August stattfindet, wird fast ausschließlich für das Laubhüttenfest verwendet. Es finden sich in dieser Zeit zahlreiche Vertreter dieser Glaubensrichtung im Norden Kalabrien ein, die überwachen, dass die Früchte von Plantagen stammen, die den Anforderungen entsprechen und passende Früchte für die Lubowitscher Gemeinden aufkaufen, die sich heute in aller Welt befinden. Nur ein sehr kleiner Teil der Ernte entspricht den hohen Anforderungen an Etrog. Die für das Laubhüttenfest verwendeten Früchte dürfen keine Spuren von Insektenfraß und eine einheitliche Färbung aufweisen. Perfekte Früchte, die den Anforderungen entsprechen, werden für Preise zwischen €25 und €250 gehandelt.
Die Verwendung dieser Varietät ist durchaus schlüssig: Die jüdischen Migranten, die nach der Eroberung Jerusalems im Jahre 70 n. Chr. in Italien, auf Sizilien, Griechenland und Spanien siedelten, führten dort die Zitronatzitrone ein, die sie zuvor im Heiligen Land angebaut hatten. Es ist generell die erste Zitruspflanze, die auf dem europäischen Kontinent angebaut wurde.